# Aart Jan de Geus
Aart Jan de Geus (Doorn, 28 juli 1955) is een Nederlands voormalig politicus en bestuurder. Van 2002-2007 was hij namens het CDA minister van Sociale Zaken en Werkgelegenheid in de kabinetten Balkenende I, Balkenende II en Balkenende III; vervolgens plaatsvervangend secretaris-generaal (2007-2011) van de Organisatie voor Economische Samenwerking en Ontwikkeling (OESO) in Parijs. Momenteel is hij onafhankelijk voorzitter van het algemeen bestuur van het Algemeen Burgerlijk Pensioenfonds (ABP). Tevens is hij Kroonlid in het College van Toezicht op de Advocatuur en voorzitter van het Wetenschappelijk Instituut voor het CDA.

## Biografie
Vroege loopbaan
De Geus behaalde in 1975 zijn propedeuse NIVRa (accountancy) en studeerde aan de Erasmus Universiteit in 1980 af in Nederlands recht. Vanaf 1980 werkte De Geus bij de Industriebond CNV waar hij de laatste jaren lid was van het dagelijks bestuur van de vakbond. In 1988 stapte hij over naar de Vakcentrale CNV, waar hij in 1993 vicevoorzitter werd met in zijn portefeuille de sociale zekerheid, pensioenen, volksgezondheid en arbeidsvoorziening. In deze hoedanigheid was hij lid van het bestuur van de Stichting van de Arbeid en van de Sociaal-Economische Raad. In 1998 werd hij partner bij adviesbureau Boer & Croon waar hij opdrachten deed in de sfeer van de verzorgingsstaat, zowel voor publieke instellingen als voor private partijen.
Politiek
Aart Jan de Geus werd in 2002 minister van Sociale Zaken en Werkgelegenheid in het kabinet-Balkenende I met als belangrijkste opdracht om de Wet op de arbeidsongeschiktheidsverzekering (WAO) te hervormen. Toen dit kabinet van CDA-VVD-LPF op 16 oktober 2002 ten val kwam, nam hij ook de portefeuille Volksgezondheid, Welzijn en Sport over. De Geus werd op 27 mei 2003 opnieuw benoemd tot minister van Sociale Zaken en Werkgelegenheid in het tweede kabinet-Balkenende. De hervormingsagenda van dit kabinet van CDA-VVD-D66 betrof met name de sociale zekerheid: WAO, WW. Bijstand, VUT, pre-pensioen, Pensioenwet, Zorgverzekering. Het doel was het aantal mensen met een uitkering terug te brengen en de participatie in betaald werk te bevorderen. Dit ging gepaard met maatschappelijke onrust - met name de vakbeweging verzette zich tegen aanpassingen in sociale zekerheid, VUT en prepensioen. In oktober 2004 organiseerden de vakbonden op het Malieveld de grootste manifestatie sinds de Tweede Wereldoorlog. Enkele maanden daarna sloot het kabinet een akkoord met sociale partners over het brede pakket hervormingen, waarin tevens de levensloopregeling werd betrokken. De hervormingen werden op hoofdlijnen doorgevoerd in 2005-2006. De nieuwe Wet op Werk en Inkomen naar Arbeidsvermogen (WIA) was het sluitstuk van jarenlange discussie over de regelingen voor ziekte en arbeidsongeschiktheid. Daarna heeft De Geus in 2006 een nieuwe regeling voor Kinderopvang ingevoerd.
Internationaal
In 2007 verliet De Geus de politiek en ging hij werken als plaatsvervangend secretaris-generaal van de Organisatie voor Economische Samenwerking en Ontwikkeling (OESO). In zijn portefeuille zaten de programma's Employment, Labour, Social Affairs, Pensions, Migration, Small- and Medium Enterprises, Governance, en Education. De Geus was ook verantwoordelijk voor de jaarlijkse Ministerial Council Meetings (MCM). De MCM van 2009 gaf het startschot voor de Green Growth Strategy van de OESO. Hij leidde het OESO-project "Making Reform Happen".  Het doel van dit project was om beleidsmakers de weg te wijzen in het politieke proces om een hervormingsagenda succesvol ten uitvoer te leggen. In 2011 stapte Aart Jan de Geus over naar de Bertelsmann Stiftung, waar hij in 2012 werd gekozen tot bestuursvoorzitter. In zijn portefeuille vielen projecten op het terrein van Economie, Arbeid, Democratie en Europa. Hij was daarnaast president van Bertelsmann Foundation North America. Enkele baanbrekende projecten betroffen "Toekomst van de Euro", "Skills Passport" voor asielzoekers, "SDG-Index", en "Burgerberaden". In 2015 schreef hij samen met twee collega's het boek "Europe Reforms Labour Markets, perspective from leaders" - met interviews met o.a. Schröder, Blair, Fillon, Zapatero, Balkenende, Schüssel en Rasmussen.
Terug in Nederland
In 2020 keerde Aart Jan de Geus terug naar Nederland om bestuursvoorzitter te worden van de Goldschmeding Foundation voor Mens, Werk en Economie. Frits Goldschmeding had deze stichting in 1995 opgericht om met vernieuwende studies en projecten bij te dragen aan een betere samenleving. De Geus ontwikkelde de programma's Inclusieve Arbeidsmarkt, Duurzaam Werk en Menswaardige Economie. Projecten betroffen o.a. inschakeling van jongeren, training in vaardigheden voor duurzaam werk, menswaardig ondernemerschap, beloningsbeleid bestuurders. In 2023 verliet hij op 67-jarige leeftijd de Goldschmeding Foundation. en richtte zich daarna op consultancy activiteiten en nevenfuncties. Per 1 maart 2025 is De Geus voor één jaar benoemd als onafhankelijk voorzitter van het algemeen bestuur van Algemeen Burgerlijk Pensioefonds (ABP), het grootste Nederlandse Pensioenfonds.
Nevenfuncties
De Geus geeft momenteel les in "Dynamics of the Welfare State" aan de Paris School of International Affairs en aan de Hertie School of Governance in Berlin. De Geus is board member van Europa Nova, Conclave for Europe, Re-Imagine Europe, Kroonlid van het College van Toezicht Advocatuur, lid van de adviesraad van NWO, voorzitter van het curatorium SBI en lid van de Raad van Toezicht van het Vfonds. Voorheen was hij lid van de raad van toezicht van het Academisch Ziekenhuis Maastricht, lid van de raad van advies van Zorgverzekeraars Nederland, lid van de sectie Sociale vragen van de Raad van Kerken, voorzitter van de verenigingsraad van VluchtelingenWerk Nederland, voorzitter van het Begeleidingscollege Planbureau voor de Leefomgeving en voorzitter van de Raad van Advies van de Nederlandse orde van advocaten (NOvA). Van 2014-2022 was Aart Jan de Geus voorzitter van de raad van commissarissen van Triodos Bank.

## Persoonlijk
De Geus is gehuwd, heeft drie kinderen en was lid van de Christelijke Gereformeerde Kerken, totdat hij in 2004 overging naar de PKN.
- Gemeinsame Normdatei: 1089080913
- International Standard Name Identifier: 0000 0003 8736 7800
- Library of Congress Control Number: no2010127157
- Nederlandse Thesaurus van Auteursnamen: 070520917
- Parlement.com: vg9fgoprhbzu
- Virtual International Authority File: 280270326
- WorldCat: E39PBJpV8HGGrqt66FwGQD7JXd